# Schalom Schwadron
Schalom Mordechai Schwadron (auch Scholem Mordechai Schwadron; geboren 1912 in Jerusalem; gestorben 21. Dezember 1997 ebenda, nach jüdischem Kalender * 5672; † 22. Kislew 5758) war ein ultraorthodoxer jüdischer Lehrer und Rosch-Jeschiwa. Er war der Enkel Scholem Mordechai Schwadrons (1835–1911), genannt Maharsham, dessen Schriften er herausgab. Schwadron war in erster Linie bekannt für seine religiösen Vorträge (hebräisch Draschot), die er in Jerusalem teilweise vor mehreren Hundert Zuhörern hielt. Er wurde deshalb Jerusalemer Maggid genannt.
Schwadron heiratete 1936 eine Tochter Chajim Leib Auerbachs. Er starb 1997 und wurde auf dem Ölberg in Jerusalem beigesetzt.

## Weblink
- Schalom Schwadron bei museumstuff.com